# Dirk Jansz van Santen

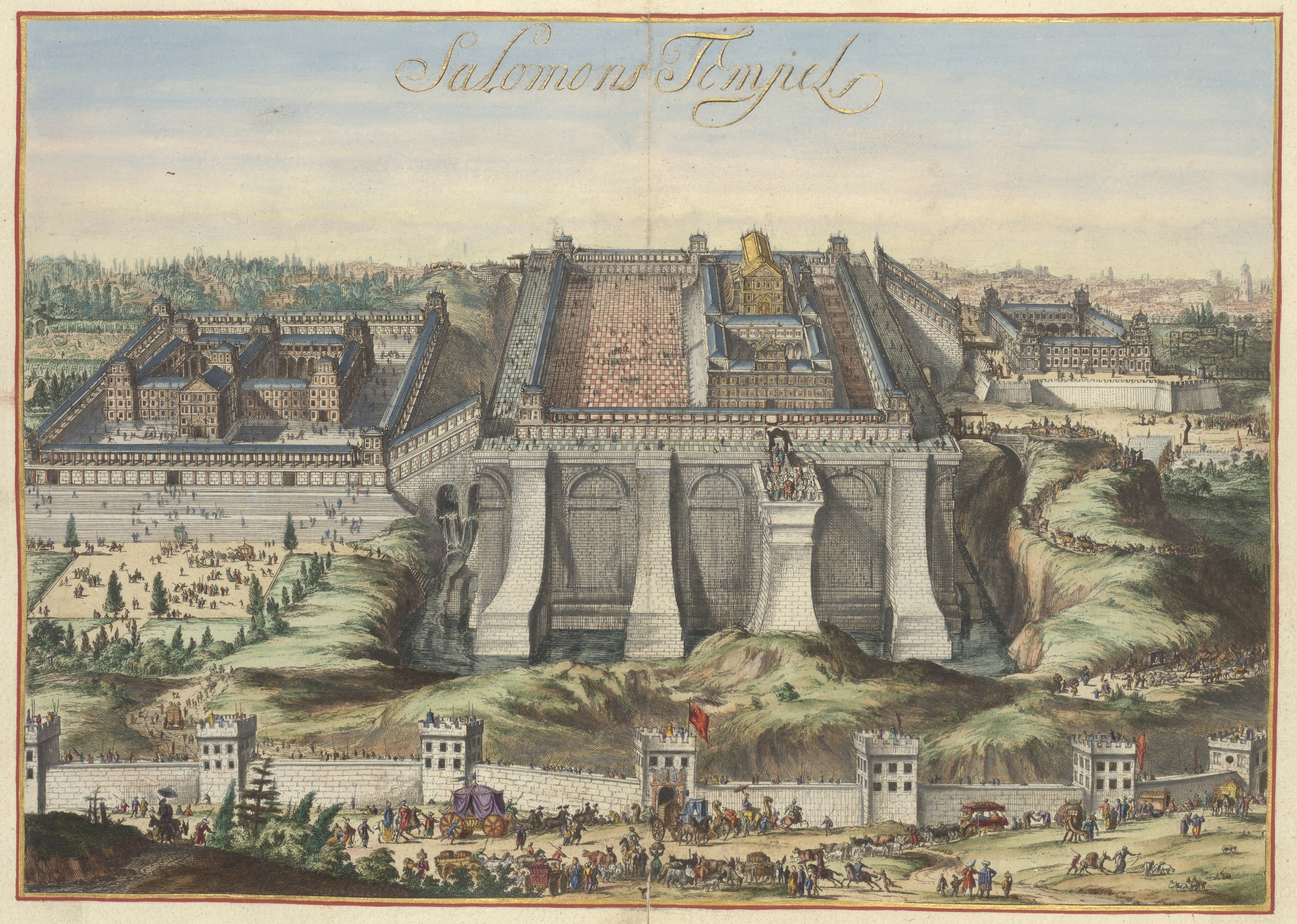
Salomons Tempel, prent ingekleurd door Dirk Jansz van Santen ca. 1697, in Biblia. Dat is de gantsche H. Schrifture, Dordrecht 1682.

Dirk Jansz van Santen (1637–1708) was een afzetter, een meester in het verluchten of afzetten (inkleuren) van prenten, kaarten, atlassen en boeken, in een tijd dat er nog niet in kleur gedrukt kon worden.

## Biografie
Van Santen was zoon was van een Amsterdamse boekverkoper en uitgever. Van 1656 tot 1661 was hij werkzaam als uitgever, in 1674 wordt hij genoemd als boekbinder en kaartafzetter. In de tweede helft van de zeventiende eeuw was Nederland de belangrijkste producent van boeken, kaarten en prenten in Europa en er was werk in overvloed. Van Santen behoorde tot de allerbeste in zijn vak en werd toegelaten tot het Amsterdamse Sint-Lucasgilde. Hij kleurde alle soorten drukwerk, van prenten, kaarten en kleine bundels tot dikke bijbels. Voor deze inkleuring gebruikte hij kostbare kleurstoffen als goud, zilver, karmijn en ultramarijn. 

## Werk
Al tijdens zijn leven was Van Santens werk beroemd en gewild. Er zijn meer dan dertig verzamelaars bekend. Zijn belangrijkste opdrachtgever was de rijke katholieke advocaat Laurens van der Hem (1621–1678), die Van Santen vanaf circa 1668 tot 1678 in vaste dienst had. Daarnaast liet de koopman Dirk van der Hagen (1645-1719) zijn omvangrijke verzameling prenten en kaarten door Van Santen inkleuren. Ook Nicolaes Witsen (1641–1717), Cornelis Nicolai (1674–1698), Pelgrom Engebrecht (?–1724), Joannes Houbakker (1685–1715), Adriaan Reland (1676–1718) en Adriaan Beverland (1650-1716) namen werk van hem af.

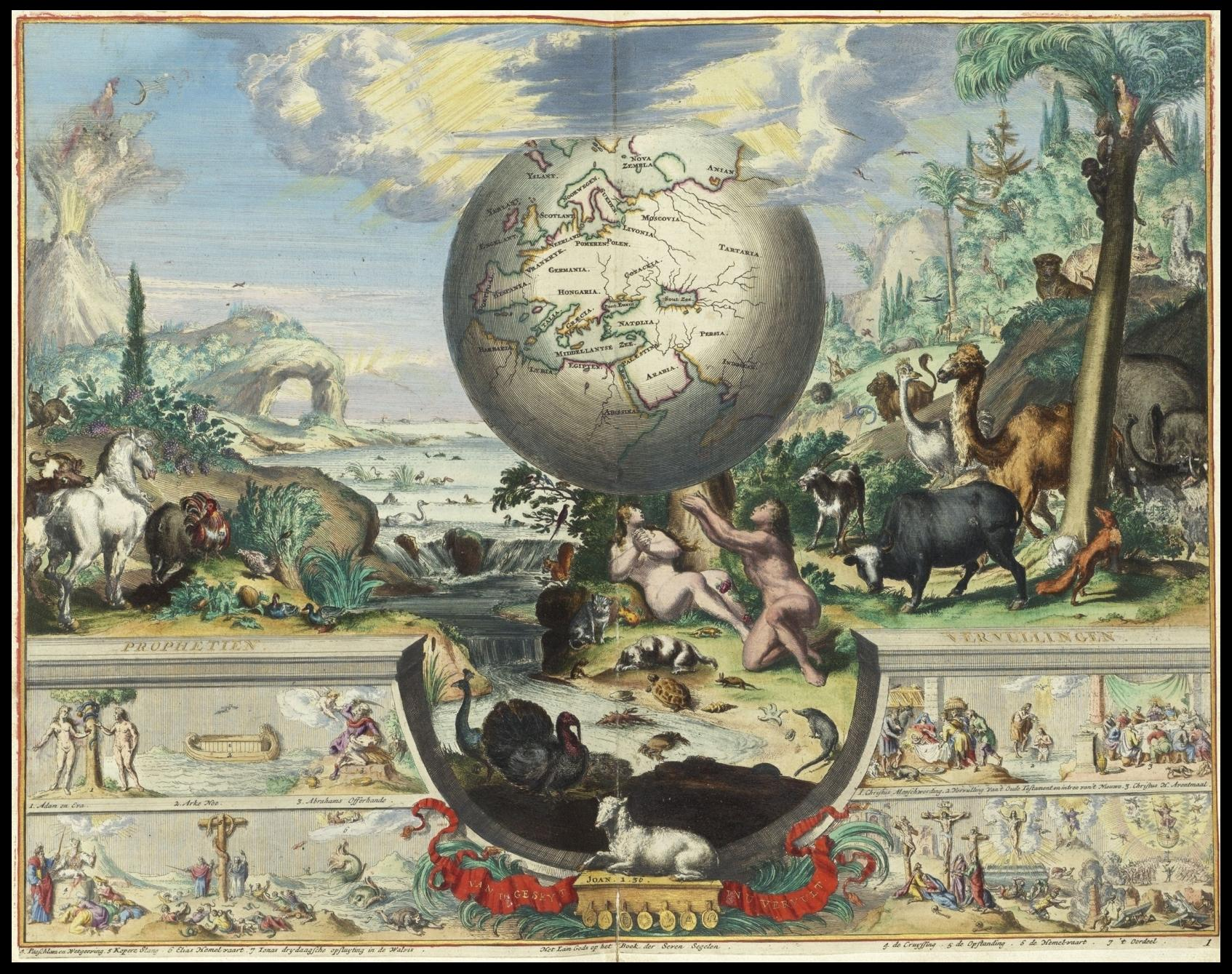
Het aards paradijs, prent ingekleurd door Dirk Jansz van Santen ca. 1697, in Biblia. Dat is de gantsche H. Schrifture, Dordrecht 1682.

Afzetters waren ambachtslieden en doorgaans werkten zij anoniem, zo ook Van Santen. Als enige onder zijn vakgenoten wordt Van Santens naam regelmatig genoemd in veilingcatalogi en advertenties, waardoor er toch een dertigtal werken aan hem kan worden toegeschreven. Het bekendste werk van zijn hand is de Atlas Blaeu - Van der Hem uit de Österreichische Nationalbibliothek te Wenen. Deze kolossale atlas, bestaande uit 46 delen, werd in 2004 in de Werelderfgoedlijst opgenomen. Andere belangrijke werken van Van Santen bevinden zich in de Koninklijke Bibliotheek te Den Haag, de Bijzondere Collecties van de Universiteit van Amsterdam en Museum Meermanno te Den Haag.
In de achttiende eeuw werd Van Santens werk internationaal bekend, maar in de negentiende eeuw raakte zijn naam in de vergetelheid. Met de publicatie van de Oostenrijker Karl Ausserer uit 1929 over de Atlas Blaeu - Van der Hem kwam er weer aandacht voor zijn werk.